# Norge under 2. verdenskrig
Norge under 2. verdenskrig beskriver Norges situation under 2. verdenskrig fra krigens udbrud i september 1939 til fredsslutningen i Europa i maj 1945.

## Optakten til besættelsen
Lige som ved den første verdenskrig erklærede Norge sig neutralt ved 2. verdenskrigs udbrud. Landet oprettede neutralitetsvagt og forstærkede sin bevogtning af kysten.
I løbet af foråret 1940 blev presset på Norge øget, og ifølge udenrigsminister Halvdan Koht var regeringens medlemmer enige om, at landet måtte arbejde for at komme på briternes side, hvis krigen skulle komme i nærheden af landet. Omvendt udtalte Koht også, at han følte, at briterne havde sat sig som mål at trække Norge ind i krigen. En af de vigtigste grunde til truslen om inddragelse i krigen var, at Narvik havde stor strategisk betydning som udskibningshavn for jernmalm til både Tyskland og Storbritannien.
En af de alvorligste hændelser i Norge under krigen inden besættelsen var Altmark-affæren den 16. februar 1940, da den britiske destroyer HMS Cossack gik til angreb på det tyske skib Altmark i Jøssingfjorden for at befri britiske krigsfanger trods norske protester. Hændelsen blev fra tysk side brugt som argument for, at Norge ikke var i stand til at opretholde sin neutralitet. Tyskland havde imidlertid allerede planlagt en invasion af landet i december året forinden, idet den tyske ledelse frygtede, at de Allierede ville tage kontrollen over Norge og benytte landet som base for angreb mod Tyskland, samtidig med at det ville standse malmeksporten fra Sverige til Tyskland. Både Tyskland og de Allierede planlagde besættelse af Norge, og den 8. april udlagde britiske skibe miner i Vestfjorden. Tyskerne var på det tidspunkt på vej til Norge og kom først med angrebet.

## Invasionen
Det tyske angreb, der også omfattede invasionen af Danmark i operation Weserübung, blev indledt den 3. april 1940, da forsyningsskibe afsejlede for at være klare til at støtte hovedstyrken. Sent om aftenen den 8. april faldt det første norske krigsoffer, kaptajn Leif Welding-Olsen på bevogtningsfartøjet HNoMS Pol III i udkanten af Oslofjord. De tyske skibe fortsatte ind i fjorden, men blev stoppet, da Oscarsborg og kanonstillingerne på Drøbaksiden under ledelse af oberst Birger Eriksen sænkede flagskibet Blücher og sænkede eller beskadigede andre skibe i den tyske armada. Blücher fragtede de tropper, som skulle sikre kontrollen over det politiske ledelsesapparat i Norge. Sænkningen af skibet forsinkede tyskernes angreb, hvilket gav Kong Haakon 7. og regeringen lejligheden til at flygte fra Oslo. Norges Banks guldbeholdning blev sikret og senere bragt ud af landet.
Angrebet blev under alle omstændigheder gennemført den 9. april. I de andre byer, som blev angrebet, mødte tyskerne enten kun begrænset eller slet ingen modstand, og felttoget i Norge var dermed i fuld gang.

### Kongefamiliens og politikeres flugt fra Oslo
Klokken 08 den 9. april 1940 ankom toget - med kongefamilie og politikere (samt med flygtninge, der havde forladt Oslo) - til Lillestrøm station. Politikere og kongefamilien forlod toget og søgte tilflugt i en tunnel (under jernbanesporene), mens tyske fly bombede lufthavnen på Kjeller flyplass. Efter kl. 11 om formiddagen ankom toget til Hamar, hvor statsministeren allerede var. Parlamentet afholdt et hastemøde i Hamar.
Omkring kl. 19:30 informerede Hambro medlemmerne af parlamentet om, at de sammen skal rejse med et tog til Elverum, med afgang inden for 5 minutter.
Tyske styrker med opgaven at fange parlamentsmedlemmer nærmede sig efter at have passeret Jessheim. Politikerne løb til toget. Samme dag i Oslo fik 100 jægere til opgave at starte jagten på kongen og regeringen.
Soldaterne blev ledet af tyskernes luft-attache i Norge, Eberhard Spiller (1905-1940).
19:32 den 9. april, sagde Vidkun Quisling til nationen via radio, at Nasjonal Samling nu var ved magten, og at Regeringen Nygaardsvold var trådt tilbage. Senere på aftenen, blev et dokument skrevet (på Elverum folkehøgskule) - Elverum-fuldmakten Dokumentet giver regeringen bemyndigelse til at handle på parlamentets vegne, indtil parlamentet igen kan samles. (Dette skete inden kl. 22:30.). 01:30 den 10. april, er regeringsmedlemmerne blevet vækket: de bliver informeret om, at de tyske styrker er på vej til Elverum.
Regeringen besluttede at rejse til Nybergsund, men Udenrigsminister Koht nægtede at rejse. En halv time senere ankom de tyske styrker i busser til Midtskogen - få kilometer fra Elverum.
Soldater fra militærlejren Terningmoen og medlemmer af lokale civile skyttelag rejste en vejspærring og åbnede ild mod tyskerne. Minister Koht beordrede skydningen til ophør: han ønskede forhandlinger med tyskerne. De militære ledere inklusive oberst Otto Ruge. Den samme dag sagde den daværende justitsminister, at Koht ikke var bemyndiget til at give en sådan ordre. Klokken 15 var kampene over.
Efter 14:30 den 10. april mødtes den tyske ambassadør Curt Bräuer og kong Haakon.
(Dette møde - med kun to - er forbi efter 10 minutter; det blev afholdt stående.)
Kongen sagde, at de tyske krav måtte fremlægges for den valgte (og lovlige) regering. Minister Koht forsøgte at forhandle. Bräuer forlod Elverum; kongen forlod Elverum ved 16:15. I Nybergsund mødtes kongen med regeringsmedlemmer.

#### Efter at have forladt Sverige
Om eftermiddagen den 12. april rejste et følge af norske politikere, kongelige og diplomater ind Sverige og ankom til bygden Flötningen, (3 kilometer fra grænsen til Norge), men rejste tilbage til Norge efter mindre end en halv time: Hvis de ønskede at blive, ville de være nødt til at lade sig internere.
I de tidlige timer af 30. april sejlede HMS Glasgow væk fra Molde med en del af nationens guld-reserve og regeringen og kongen.
Den 7. juni rejste regeringen og kongehuset væk fra Tromsø (ombord på HMS Glasgow), og ankom senere til Storbritannien.

## Felttoget i Norge 1940 og norsk kapitulation
I byerne inde i landet mødte tyskerne uventet modstand, og sabotageaktioner forsinkede angrebet betydeligt. Den 20. april var det meste af indlandet fortsat under norsk kontrol. De sidste områder i det sydlige Norge, der blev holdt under norsk kontrol, var Vinje og Tinn i Telemarken og Trysil i Hedmark. I det mellemste Norge var de sidste områder med norsk modstand omkring Røros, Hegra (Stjørdal) og Snåsa. Disse områder var fortsat under norsk kontrol den 6. maj.
Flere norske byer som Namsos, Steinkjer, Elverum, Molde, Kristiansund, Bodø og Narvik blev stort set totalt ødelagt pga. kamphandlinger eller tyske bombeangreb. Faktisk var Elverum den første by i verden, der blev fuldstændigt udslettet ved et luftangreb, hvilket skyldtes dens træhuse. Først den 10. juni kapitulerede de norske styrker i det nordlige Norge, efter at de britiske og franske tropper, der havde støttet den norske modstand, var blev trukket tilbage. Regeringen vedtog i statsrådet den 7. juni, at kongen, kronprinsen og regeringen foreløbig skulle flytte sæde til Storbritannien for at fortsætte kampen derfra, efter at de den 31. maj blev informeret om, at de Allierede ville trække sig ud af Norge. Kapitulationsaftalen mellem de tyske og norske overkommandoer blev underskrevet den 10. juni 1940 i Trondheim.

## Besættelsestiden
Tysklands besættelse af Norge blev gennemført med mindre brug af vold end så mange andre steder som fx i Østeuropa. At Norge slap relativt skånsomt gennem besættelsen, ændrer dog ikke på, at landet fra 1940 til 1945 var underlagt et brutalt diktatur baseret på den nazistiske ideologi og styret efter nazistiske principper. Norsk ret blev underlagt tysk ret. Med rigskommissær Josef Terbovens instrukser fra Hitler stod det klart, at hvis gældende ret ikke var forenelig med de tyske behov, kunne Rigskommissæren “gennemføre en ny ret“. Tyskernes “nye ret“ blev udmeldt i Verordnungsblätter für die besetzten norwegischen Gebiete (Lovtidende for de besatte norske områder).
Efter nazistisk ideologi skulle al opposition bekæmpes med terror eller trusler om terror. Mishandling på åben gade, fængsling, tortur, standret, henrettelse eller “forsvinden“ i tyske fængsler eller koncentrationslejre var den risiko, nordmændene løb, hvis de ikke indordnede sig. Gidseltagning blev anvendt i stor udstrækning til at sikre anlæg og områder mod sabotage eller opstand. Gidsler blev henrettet, særligt når der var undtagelsestilstand. For at kontrollere de norske borgere og deres handlinger blev der fra juni 1940 indført en ordning om et såkaldt grenseboerbevis. Den politiske ensretning skulle gennemføres fuldt ud, og efter den 25. september 1940 var Nasjonal Samling det eneste lovlige politiske parti i Norge. Censuren af presse og kultur var altomfattende. Formidlingen af budskaber i tekst, billede eller tale, som ikke var i overensstemmelse med den tyske propaganda, var forbudt. Fra august 1941 blev alle radioapparater beslaglagt. De tyske myndigheder ønskede ro og orden, og at hjulene blev holdt i gang; dette opnåede de i høj grad. Flertallet af civilbefolkningen lod sig mere eller mindre kue.
Op mod 400.000 tyske soldater var bundet i Norge under hele krigen. Det medførte, at de ikke kunne sættes ind på andre og vigtigere frontafsnit. Hitler var helt til det sidste overbevist om, at Norge ville blive hovedmålet for en allieret invasion. De allieredes fortsatte angreb på den norske kyst tjente delvist til at støtte denne tanke.
Enorme tyske forter blev oprettet langs hele Norskekysten. De blev fortrinsvis bygget af sovjetiske krigsfanger. De to største blev bygget på Vardås i Nøtterøy kommune og på Mørvik for at beskytte Oslofjorden. De skulle bestå af henholdsvis tre og fire kanonstillinger. På Vardås stod kun én af disse stillinger færdig ved krigens afslutning. Organisation Todt stod bag arbejdet med begge forterne. Kanonerne på begge forter var af kaliber 38 cm og havde en rækkevidde på op til 55 kilometer.
Den tyske besættelsesmagt brugte i visse tilfælde hårde repressalier mod civilbefolkningen. Et af de værste eksempler var bygden Telavåg i Hordaland. Efter at to gestapoofficerer var blevet dræbt i kamp med medlemmer af Kompani Linge, blev hele bygden ødelagt af tyskerne. Alle voksne mænd blev sendt til koncentrationslejren Sachsenhausen, hvor 31 af 72 døde. Resten af bygdens befolkning blev anbragt andre steder i Norge til krigens slutning, og samtlige bygninger blev sprængt i luften, mens både blev slæbt bort og husdyr aflivet. Et andet eksempel er Arnøy i Troms. Efter en episode den 28. august 1943, hvor 22 tyskere og tre partisaner døde i kamp, blev bygdens befolkning kollektivt stillet til ansvar for at have hjulpet eller undladt at angive partisanerne. Otte mænd blev henrettet, mens 16 andre mænd og kvinder blev sendt i tugthus.
I Finnmark og Tromsøregionen var krigen af en helt anden karakter; under hele krigen blev byer i det nordlige Finnmark udsat for heftige sovjetiske bombeangreb. Den tyske lapplandsarmé benyttede den brændte jords taktik under tilbagetrækningen fra Finland. Størstedelen af Finnmark og Troms nord for Lyngen blev lagt i ruiner af tyske styrker. Det blev gjort, fordi Terboven, troede, at den røde hær ville invadere området, og med ødelæggelserne kunne tyskerne undgå, at de sovjetiske tropper fik mad og husly. Ordren kom efter forslag fra Terboven direkte fra Hitler i Führerbefehl den 28. oktober 1944. Nedbrændingen af Finnmark blev gennemført på trods af protester fra blandt andre Wehrmachts øverstkommanderende i Norge, Nikolaus von Falkenhorst, og andre, som fandt den både unødvendig og udenrigspolitisk belastende. Tyske myndigheder iværksatte en tvungen evakuering af alle nordmænd til sydligere dele af Norge under trussel om dødsstraf. Tyske patruljer jagtede de 25.000 finnmarkskæmpere, som undgik evakuering og overlevede under forfærdelige forhold i de ødelagte områder.
Svalbard, Bjørnøya og Jan Mayen kom aldrig under tysk kontrol, skønt tyskerne i 1941 anbragte en automatisk radiostation på Bjørnøya. Under dele af krigen var der garnisoner fra den norske brigade i Skotland på Svalbard og Jan Mayen.
Den menige nordmands liv under besættelsen var kendetegnet ved vareknaphed, sortbørshandel og rationering. Nordmænd pådrog sig mangelsygdomme, men takket være hjælp fra især Danmark og Sverige klarede befolkningen sig forholdsvis godt. I Tyskland var det gennemsnitlige kalorieforbrug 11,3 MJ dagligt. Danmark lå i top med 13,0 MJ dagligt, mens indbyggerne i Norge, Belgien, Frankrig og Italien måtte nøjes med 8,4 MJ. Østeuropæere fik knap 6,3 MJ dagligt.

### Styre
Allerede den 9. april 1940, hvor det første angreb blev sat ind, bemægtigede den tidligere forsvarsminister (1931-33) Vidkun Quisling sig adgang til at tale i NRK (den norske radio), og her udnævnte han sig selv til Norges statsminister. Det passede de tyske myndigheder meget dårligt. De ønskede, at den gamle regering skulle blive siddende. Men da den nægtede at kapitulere, anerkendte den tyske regering overraskende Quisling. Han blev presset til at trække sig tilbage kort tid efter, da både erhvervslivet og embedsstanden samt de tyske myndigheder indså, at hans parodi af en regering ikke havde opbakning. Erhvervslivet og en del indflydelsesrige nordmænd ønskede kapitulation.
Administrasjonsrådet blev oprettet af Norges højesteret den 15. april og varetog forvaltningen af de områder, som var besat af Tyskland. Lederen af rådet var amtmand i Oslo og Akershus, Ingolf Elster Christensen. 10. juni blev administrationsrådets myndighedsområde udvidet til at omfatte hele det norske fastland.
Den 13. juni indledte Stortingets formandskab en række rigsrådsforhandlinger med de tyske myndigheder, som ønskede en norsk regering, der kunne indgå en fredsaftale med Tyskland, og som kunne styre landet på vegne af besættelsesmagten. De norske repræsentanter gik i stort omfang ind på tyskernes krav, og formandskabet sendte i slutningen af juni et brev til kongen. Heri blev han bedt om at abdicere, da han ikke længere var i stand til at styre landet. Formandskabet foreslog desuden, at Johan Nygaardsvolds regering ikke længere skulle anerkendes som Norges regering. En prøveafstemning, som blev holdt i Stortinget, viste et flertal for forslaget. Kongen svarede i en radiotransmitteret tale over BBC, at han ikke kunne medvirke til en ordning "som strider mod Norges grundlov og som med magt søges påtvunget det norske folk". Kongens nej var et af de få lyspunkter denne sommer og blev en stærk inspiration i det norske folks modstand mod besættelsesmagten.
Den 25. september 1940 erklærede den tyske civile rigskommissær Josef Terboven, at rigsrådsforhandlingene var afbrudt, at kongen og eksilregeringen var afsat, administrationsrådet opløst, og at alle politiske partier var forbudt undtagen Nasjonal Samling.
Ved "statsakten på Akershus" den 1. februar 1942 blev Vidkun Quisling udnævnt som leder for en kommissarisk (administrativ) norsk regering; den var dog ikke demokratisk valgt. Det var meningen, at nordmændene skulle have haft suveræniteten overdraget, men den tyske regering bestemte sig i stedet for at udnævne en national regering med vide beføjelser, der skulle fungere, så længe krigen varede.

### Modstandsbevægelser
I årene forud for krigsudbruddet var den tysk-organiserede, kommunistiske Wollweber-organisation godt organiseret blandt norske sømænd. Den unge sømand og spaniensfrivillige Asbjørn Sunde organiserede fra 1941 til 1944 den såkaldte Osvaldgruppe, der gennemførte mere end 200 sabotage-aktioner i Norge. Nogle af disse havde stor betydning for okkupationen, eksempelvis sprængningen af kartotekerne for den frivillige arbejdstjeneste, og en række af aktionerne blev udført for Hjemmefronten, eller af de regeringsloyale politifolk, der i Oslo indgik i Politigruppen.
Der blev kun i mindre omfang udført sabotage og guerillakrig af øvrige civile nordmænd. Det kan have skyldtes, at den type handlinger er i strid med krigens folkeret (4. Haagkonvention, landkrigsordningen), som definerer dem som krigsforbrydelser, fordi en soldat skal bære uniform, ikke forklæde sig som civil og bære sine våben synligt. En anden årsag kan være, at eksilregeringen i London af frygt for repressalier mod civilbefolkningen i almindelighed ikke ønskede aktiv, voldelig modstand i landet. I stedet indsamlede modstandsbevægelsen informationer om tyskernes troppebevægelser i landet og var med til at smugle folk ud af landet og agenter ind.

### Norske styrker
Omkring 80.000 nordmænd flygtede til eller havnede i udlandet under 2. verdenskrig. Da den norske regering fortsatte med at fungere i eksil i Storbritannien (og USA og Canada), kom en del nordmænd til at deltage i norske militære enheder grundlagt på fremmed jord – de såkaldte utestyrkene (udestyrker). Under Allied Forces Act (Allied Forces Act var en britisk lov som regulerede allierede staters jurisdiktion over egne tropper på britisk jord under 2. verdenskrig) kunne eksilregeringen indføre tvungen værnepligt blandt nordmænd på britisk territorium, hvilket blev iværksat den 1. januar 1941. De norske styrkers forhold blev detailreguleret gennem en militæraftale den 28. maj 1941 mellem den norske eksilregering og den britiske regering. Ved krigens afslutning i Europa bestod de norske udestyrker af 28.000 mænd og kvinder. Hjemmestyrkerne, Milorg bag de tyske fjendtlige linjer, med ca. 20.000 mand, var mere problematiske at organisere og kom først under regeringens kontrol i 1941.

#### Marinen
I juni 1940 fulgte 13 marinefartøjer, fem fly fra den norske marines flyvetjeneste og omkring 500 søfolk med kongen og regeringen til Storbritannien. I løbet af krigsårene havde den frie norske marine i alt 118 skibe, hvoraf 58 var i tjeneste i maj 1945. Marinen var i aktiv krigstjeneste på allieret side allerede fra sommeren 1940. Ved krigens afslutning havde marinen en mandskabsstyrke på omkring 7.500. Marinen havde mistet 27 fartøjer og omkring 650 søfolk.

#### Luftforsvaret
De frie norske flystyrkers træningslejr, Little Norway, blev officielt åbnet i Toronto i Canada den 10. november 1940. Luftforsvaret som selvstændigt værn blev ikke oprettet før den 10. november 1944. Tidligere var flystyrkerne opdelt i Marinens flygevåben og Hærens flyvåben og organiseret under Flygevåpnenes Felleskommando fra marts 1941. Nogle danskere, f.eks. Kaj Birksted, blev optaget i de frie norske styrker, da Danmark ikke havde selvstændige enheder uden for landet.
De frie norske flystyrker drev under 2. verdenskrig fem eskadriller:
- 330-skvadronen (operativ fra 1941), Northrop N-3PB, Consolidated PBY Catalina, Short Sunderland.
- 331 (N) Squadron RAF (operativ fra 1941), Hawker Hurricane, Supermarine Spitfire.
- 332 (N) Squadron RAF (operativ fra 1942), Spitfire.
- 333 (N) Squadron RAF (operativ fra 1943), de Havilland Mosquito, Catalina.
- 334 (N) Squadron RAF, Mosquito.

En del af Luftforsvarets personel blev i kortere eller længere tid afgivet til britiske enheder. Omkring 60 nordmænd gjorde tjeneste i RAF Bomber Command. Et antal gjorde også tjeneste i britiske jagereskadriller og for SOE. To nordmænd, fenrik Hermann H. Becker og major Arne Austeen, deltog i Shellhusbombardementet i København i marts 1945. Norske flyvere i britiske enheder er tilskrevet 38 nedskudte, fire formodet nedskudte og 17 beskadigede fjendtlige fly. De norske jagerflyeskadriller 331 og 332 samt norske flyvere afgivet til RAF blev til sammen tilskrevet 247 nedskudte, 42 formodet nedskudte og 142 beskadigede fjendtlige fly og V1-missiler.
Luftforsvaret havde ved krigens afslutning en styrke på 2.700 mand og havde mistet 228 mand.

#### Hæren
Hæren var den lavest prioriterede af udestyrkens værn. Mandskabsstyrken kom aldrig op over 4.000. Efter den sidste store omorganisering i 1942 bestod hæren af:
- Den norske brigade i Skotland.
- Kompani Linge: En britisk SOE-operation, men fra slutningen af 1942 en del af den norske hær.
- No. 5 Troop 10 Interallied Commando: Delingen udgik i 1942 fra brigaden i Skotland og var i "10 Interallied Commando" under britisk kommando. (10. interallierede kommando var en allieret afdeling under 2. verdenskrig bestående af soldater fra de okkuperede lande. Hver af afdelingens tropper bestod af fire officerer og 83 menige)
- Det norske kompani Island: Trænede bl.a. britiske og amerikanske styrker i vinterkrig.
- En garnison på Svalbard.
- En garnison på Jan Mayen.
- En garnison på South Georgia.
- En kystartillerigruppe: Bemandede fra 1942 to kystartilleriforter ved Cromarty Firth i Skotland, konverteret til antiluftskyts i 1945.
- Forbindelsesofficerer: 50 forbindelsesofficerer var delingsførere i britiske enheder, som det var antaget, at skotlandsbrigaden skulle operere sammen med ved en invasion af Norge. Disse kom i stedet i kamp på kontinentet sammen med deres enheder.
- Et felthospital.

Fra hæren blev der for hele krigen opgjort 165 døde, 49 krigsfanger og 12 savnede.

#### Politistyrkerne
Rikspolitiets og reservepolitiets styrker fik base i det neutrale Sverige fra 1943 og gik under betegnelsen politistyrker for ikke at kompromittere Sveriges neutralitet. De var formelt set ikke en del af den norske hær. De udgjorde ved krigens afslutning otte bataljoner, feltmæssigt udstyret og trænet som let infanteri i stil med Den Danske Brigade. De stod klar til kamp mod tyskerne i tilfælde af en allieret invasion af Norge. Fra foråret 1945 blev politistyrkerne tilført tungt artilleri.
Politistyrkerne havde ved krigens afslutning en mandskabsstyrke på 13.000. Af dem var 25 dræbt i kamp i Finnmark i perioden 1944-45.

#### Canada
Foruden de ovennævnte havde marinen og luftforsvaret større uddannelsesafdelinger i Canada: Camp Norway ved Halifax og Little Norway ved Toronto. Lejrene var træningslejre for norske skyttere til handelsflåden under 2. verdenskrig.

#### Handelsflåden
Den norske handelsflåde blev straks efter invasionen stillet til rådighed for de Allieredes krigsindsats gennem Norwegian Shipping and Trade Mission (Nortraship) og var det vigtigste norske bidrag til den allierede krigsførelse. Ved krigens udbrud var der omkring 1.000 skibe, der på den måde var til rådighed for de Allierede. Skibene var bemandet med 30.000 søfolk; af dem omkom cirka 3.000. Indtægterne fra handelsflåden gjorde, at den norske eksilregering i London havde en uafhængig økonomisk basis og kunne opbygge reserver til brug for genopbygningen efter krigens afslutning.

### Norske styrker i tysk tjeneste
Frontkjempere var betegnelsen for de nordmænd, som meldte sig til krigsindsats på tysk side. De kæmpede hovedsageligt mod russerne på Østfronten. Mange af dem deltog efter at have hjulpet Finland, som var i krig med Sovjetunionen. Cirka 15.000 nordmænd skal have meldt sig til tysk tjeneste, og heraf kom lidt over 5.000 til at gøre aktiv fronttjeneste på tysk side i løbet af krigen. 781 døde eller forsvandt på Østfronten. Efter krigen blev frontkjemperne straffet hårdt som landsforrædere. De bar tyske uniformer med forskellige, blandt andet også norske, emblemer.
Et antal sygeplejersker gjorde tjeneste i Tysk Røde Kors på Østfronten. De blev også straffet for at have gjort tjeneste for tyskerne. Den internationale Røde Kors Komité protesterede med henvisning til Røde Kors' pligt til at hjælpe alle parter i en konflikt. Dommene over sygeplejerskerne har i eftertiden været meget omstridte.

### Nasjonal Samling
Nasjonal Samling, forkortet NS, blev fra september 1940 af besættelsesmagten gjort til Norges eneste lovlige parti. Partiet havde det tyske nazistparti NSDAP som forbillede. Partilederen Vidkun Quisling kaldte sig i den ånd for fører. Ambitionen var at gøre NS til det statsbærende parti i Norge. NS blev en politisk magtfaktor, men regerede på besættelsesmagtens nåde. NS forsøgte at "nyordne" samfundet efter dets politiske ideer med partimedlemmer placeret i nøglepositioner. Alle medlemmer af NS blev under retsopgøret i Norge efter 2. verdenskrig dømt som landsforrædere.

### Tyske krigsfangelejre i Norge
Fra 1941 til 1945 var omkring 75.000 sovjetiske og 1.600 polske krigsfanger i tyske krigsfangelejre i Norge. Særligt de sovjetiske fanger blev udsat for en brutal behandling. Mellem 13.000 og 15.000 af disse omkom eller blev dræbt i løbet af krigen.
Derudover kom 4.113 politiske fanger fra Jugoslavien, hovedsageligt serbere. Jugoslaverne blev anbragt i lejre kontrolleret af SS, og disse lejre havde karakter af udryddelseslejre med udstrakt mishandling, drab og massehenrettelser. Efter stærkt pres fra Røde Kors blev de såkaldte serberlejre overtaget af Wehrmacht i 1943. Forholdene blev derefter noget bedre, men jugoslaverne levede stadig under frygtelige forhold med høj dødelighed. Ved krigens afslutning var kun 1.753 i live.
Der fandtes fire hovedlejre for krigsfanger: Stalag 303 i Jørstadmoen ved Lillehammer, Stalag 322 i Elvenes ved Kirkenes, Stalag 330 i Sagen ved Alta (senere flyttet til Beisfjord ved Narvik) og Stalag 380 i Drevja og Oppdal. Desuden fandtes der 121 underlejre spredt over hele landet. Lejrene stod under ledelse af Wehrmacht. Fanger, som ikke sad i lejrene, var organiseret i arbejdsbataljoner kontrolleret af Organisation Todt.
Krigsfangerne blev hovedsageligt sendt til Norge for at blive brugt som slavearbejdere på den tyske besættelsesmagts mange byggeprojekter. Fangerne blev tvunget til hårdt arbejde, fik dårlig mad og manglede tilstrækkelig beklædning. Særligt under arbejdet på rigsvej 50 (undertiden benævnt "Blodvejen") og Nordlandsbanen var der store dødstal på grund af sult, sygdom og vold fra vogterne.
Omkring 360 nordmænd i "SS-Vaktbataljonen" hovedsageligt rekrutteret fra "Hirden" gjorde tjeneste som vagter ved lejrene (Hirden var en halvmilitær organisation indenfor "Nasjonal Samling". Den blev opprettet i 1933 og tvangsopløst ved den tyske kapitulation i 1945).

## Deportationen af jøder

### Optakten
De norske jøder blev fra besættelsens begyndelse udsat for en stadigt voksende chikane fra NS-regimet og fra tysk side. Overgreb som arrestationer og mishandling af enkeltpersoner, arbejdsforbud, hærværk mod og ekspropriation af jødisk ejendom samt mærkning af forretninger med skiltet ”Jüdisches Geschäft” (”Jødeforretning”) foregik så tidligt som sommeren 1940. Allerede i juni 1941 blev mandlige jøder i Nordnorge interneret. Den 10. januar 1942 blev på opfordring fra SIPO alle norske jøders pas stemplet med bogstavet J. Stemplingen blev udført på de lokale norske lensmannskontor og politikamre. I foråret 1942 startede en systematisk registrering og kortlægning af jøderne. Politidepartementet beordrede, at alle voksne jøder skulle registreres ved brug af et nyt skema "Jøder i Norge". NS statistiske kontor, Politidepartementet og den stedlige politimester skulle hver arkivere kopier af skemaet.

#### Arrestation og deportation
Den 13. marts 1942 genindførte Quisling den såkaldte jødeparagraf, afsnittet i grundlovens paragraf 2, som forbød jøder adgang til landet – en paragraf der ellers var afskaffet 21. juli 1851.
Under undtagelsestilstanden i Trøndelag fra 6. oktober 1942 blev alle mandlige jøder arresteret. De blev ført til Falstad koncentrationslejr, hvor hele gruppen blev udsat for mishandling. Den 24. oktober fulgte så Quisling-regeringens lov om ekspropriation af alle jøders ejendom. Samme dag fik det norske statspoliti ordre fra SIPO om at arrestere alle mandlige jøder. Arrestationen blev iværksat natten til den 26. oktober og gennemført af norsk politi forstærket med enheder fra hirden. Hirden bidrog med vagtmandskaber til de interneringslejre, hvor jøderne blev samlet. Den 25. november blev også alle kvinder og børn arresteret. De arresteredes boliger blev forseglet og alle deres værdier og ejendele beslaglagt af det norske nazi-styre. Guld, sølv, smykker og ure blev overtaget af de tyske besættelsesmyndigheder uden at blive registreret.
Den 26. november 1942 blev 302 mænd, 188 kvinder og 32 børn overdraget til tyskerne i Oslo havn. I alt blev 522 norske jøder sendt på den første transport med DS Donau til Stettin i Tyskland (i dag Polen), hvorfra de fortsatte til udryddelseslejren Auschwitz. Yderligere 26 jøder blev samme dag sendt sammen med andre norske fanger på skibet MS Monte Rosa. Også denne gruppe endte i Auschwitz. MS Monte Rosa hentede en ny last fanger i form af en transport fra Grini den 19. november samme år. Blandt dem var 20 jøder.
Det skulle blive den sidste store transport. Men 158 jøder – for en stor del kvinder, børn og syge – blev sendt fra Oslo med skibet Gotenland den 24. februar 1943. Af disse blev 28 af de sundeste mænd registreret i Auschwitz, mens de øvrige 130 blev sendt direkte i gaskamrene.
Mellem 50 og 100 jøder sad fanget i lejre eller fængsler i Norge. 23 af dem omkom eller blev dræbt. Det lykkedes for nogle få jøder at holde sig skjult i Norge under hele krigen.
Før arrestationerne i 1942 var der omkring 2.200 jøder i Norge. 767 jøder blev deporteret fra Norge til tyske udryddelseslejre. Blot 30 af dem overlevede. Ti blev dræbt ved antijødiske aktioner i Norge. 230 jødiske familier blev helt udryddet.

#### Flugter til Sverige
Med hjælp fra forskellige modstandsbevægelser reddede omkring 1.000 jøder sig til Sverige, og det lykkedes for et mindre antal personer at sejle over Nordsøen til Storbritannien.
De eksisterende organisationer, som arbejdede med at hjælpe flygtninge til Sverige, havde på dette tidspunkt en kapacitet på omkring 60 personer om ugen. Ruterne gik nødvendigvis gennem vildmarker og var fysisk krævende. For at få et så stort antal civile, inklusive kvinder, børn og syge over grænsen på kort tid, måtte der improviseres. Foruden Milorgs og Sivorgs etablerede organisationer blev en del nye grupper nu etableret, og nye personer inddraget i arbejdet. Den korte tid, der var til dette, førte til sikkerhedsbrud, arrestationer og henrettelser.

### Norske borgere i tysk og tysk-allieret fangenskab

#### Nordmænd i tysk fangenskab
I alt blev ca. 44.000 nordmænd arresteret af besættelsesmagten under 2. verdenskrig, og der blev ført kartotek over disse. Hver enkelt personregistrering bestod af navn, personlige oplysninger og oversigt over afsoningssteder og -perioder. Blandt de fængslede var ca. 4.000 kvinder. De fleste sad fanget i Grini, og af dem blev mere end 100 videresendt til Ravensbrück i Tyskland.
I de første uger efter besættelsen blev fangerne indsat i almindelige norske fængsler. Først senere blev der bygget fangelejre. Tugthuse blev bygget til fanger, som skulle straffes ekstra hårdt. Fængslerne var overfyldt allerede i løbet af sommeren 1940. I 1944 var lejrene så overfyldte, at skoler og forsamlingshuse blev brugt som fængsler. Den største lejr var Grini i Oslo, som også blev brugt til opsamling før deportationer til Tyskland. Omtrent 8.000 norske fanger blev sendt til koncentrationslejre i Tyskland og Polen. Omkring 600 blev sendt til tyske tugthuse eller fængsler helt frem til slutningen af 1944.

## Lejre og fængsler med norske fanger
| - Sachsenhausen: 2.700 - Auschwitz: 770 - Natzweiler: 504 - Ravensbrück: 130 - Dachau: 350 | - Buchenwald: 750 - Mauthausen-Gusen: 90 - Neuengamme: 110 - Stutthof: 370 - Groß-Rosen: 30 | - Bergen-Belsen: 50 - Schildberg (Oflag XXI-C): 1.150 (officerer) - Sonnenburg: 250 (for det meste modstandsfolk) - Luckenwalde 1: 100 Stalag III A, Teillager Oflag (krigsfanger) |

Norske jøder ankom til Auschwitz i Polen i to store grupper: Den første ankom 1. december 1942 med den største gruppe på 532 fanger, og af disse overlevede kun arbejdsduelige mænd selve ankomsten. Den 3. marts 1943 ankom 158 fanger, hvoraf 26 levede længere end ankomstdagen. Ca. 60 jøder fra Norge kom i løbet af de næste dage, og senere blev yderligere ca. 20 overført til Auschwitz fra andre lejre, så i alt 767 norske jøder sad i lejren. Af de 767 overlevede kun 32 krigen.
Efter Nacht und Nebel-direktivet kom en række nordmænd til koncentrationslejren Natzweiler, og af disse overlevede cirka halvdelen.
Af de norske fanger i Stutthof var størstedelen over 300 politimænd, som blev arresteret den 16. august 1943 under Aktion Polarkreis. Et tilsvarende antal politimænd blev holdt i fangenskab i Grini i Norge.
Allerede i februar 1942 blev 86 officerer sendt til den polske landsby Schokken (Skoki) til krigsfangelejren Oflag XXI C. I løbet af halvandet år steg tallet til 128, heriblandt en matros, som var blevet taget til fange ved en illegal aktion på Vestlandet. Alle disse fanger blev flyttet til Grune bei Lissa (Gronovo ved Leszno) i september 1943. I slutningen af 1943 blev alle fangerne overført til Schildberg (Ostrzeszow). Betegnelsen Oflag XXI C blev beholdt helt frem, til fangerne i januar 1945 måtte marchere til Luckenwalde syd for Berlin. De blev her interneret i den gigantiske lejr Stalag IIIA, Sonderlager Oflag.
Ca. 1.500 norske officerer blev arresteret den 16. august 1943. Af dem blev omkring 500 sendt hjem af forskellige årsager, mens næsten 1.000 mand blev sendt til de to polske lejre Grune bei Lissa og Schildberg. Lejrene fik betegnelsen henholdsvis Oflag XXI C z og Oflag XXI C. Det lille z står for Zweiglager eller filiallejr. Lejren var administrativt underlagt lejren i Schildberg. En beretning om de norske officerer i tysk fangenskab blev på opfordring af general Otto Ruge skrevet af premierløjtnant Knut Lindboe Spenning efter krigen og fik titlen I tysk krigsfangenskap.
Fra begyndelsen af marts 1945 blev norske og danske fanger hentet af svensk Røde Kors med de hvide busser. De blev først samlet i lejren Neuengamme og derfra kørt til Sverige den 20. april 1945.
I 1982 blev der i Schildberg oprettet en norsk afdeling i regionmuseet. Den norske afdeling er vokset og omfatter i dag en hel etage i museumsbygningen.
Nordmænd, som overlevede tysk fangenskab, har fortalt om, hvad der skete. Den mest kendte beretning er erindringsbogen Fange i natt og tåke af Trygve Bratteli, som er en af norsk litteraturs største succeser. Kristian Ottosen har samlet et "fangeleksikon" og skrevet i alt seks bind om de enkelte lejre og fangerne. Den norske litteratur fra fangelejrene omfatter over 150 titler. Luihns bibliografi har et helt kapitel om fangelitteraturen.

### Nordmænd i japansk fangenskab
Omkring 900 nordmænd, heraf mange kvinder og børn, sad under krigen i japanske fangelejre. Disse er indregnet i de 44.000 nævnt ovenfor.

### Nordmænd i Vichy-fransk fangenskab
Efter Frankrigs kapitulation i 1940 blev 639 norske sømænd tilbageholdt af den franske Vichy-regering i det nordlige Afrika. De fik tilbud om at blive overgivet til tyskerne og måske hjemsendt til Norge. Kun 59 gik med til det, mens 349 flygtede til allierede områder. Resten blev holdt fanget om bord på skibe eller i lejre til den allierede landgang i Nordafrika i november 1942.

## Krigens afslutning
Tyskland kapitulerede den 8. maj 1945, og i løbet af sommeren 1945 blev de tyske styrker sendt tilbage til deres hjemland. De allierede frygtede, at den tyske hær i Norge ville nægte at kapitulere og forsvare sig energisk på norsk jord. At Tyskland frivilligt ville opgive kontrollen over Norge, som var stærkt befæstet, og hvor de havde næsten en halv million soldater, var på ingen måde indlysende. Men den øverstkommanderende i Norge fik ordre om kapitulation fra den nye Reichspräsident, Karl Dönitz.
Kongefamilien og eksilregeringen vendte tilbage til Norge i løbet af maj og juni samme år.

## Krigsomkostninger

### Norske dødfald
Fra Statistisk Sentralbyrå: Statistisk oversigt over krigsdødsfald 1940-1945:
- Totalt 10.262 døde, heraf:
  - Norske militærfolk: 2.000, heraf:
    - I Norge: 877, heraf 853 under felttoget i 1940.
    - I udlandet: 1.123.

  - Frontkæmpere i tysk tjeneste: 689.
  - Søfolk i handelsflåden: 3.638, heraf:
    - Indenrigsfart: 635.
    - Langfart: 3.003.

  - Deltagere i modstandsbevægelsen og politiske fanger: 2.091.
  - Civile: 1.779.
  - Likvideringer udført af modstandsbevægelsen: 65.

#### Norske dødsfald i tysk fangenskab (deltal)
- Henrettet i Norge: 369.
- Henrettet i Tyskland: 29.
- Omkommet i fangenskab i Norge: 130, heraf blev 38 mænd og en kvinde tortureret ihjel.
- Omkommet i fangenskab uden for Norge 1.210, heraf 610 norske jøder.

SSBs (Statistisk SentralByrå) statistik indeholder ikke dødstal for udenlandske eller statsløse jøder deporteret til koncentrationslejre fra Norge. Ifølge andre kilder blev 131 af disse dræbt i tysk fangenskab.
SSB opererer desuden med 366 henrettede. Tallene herover er justeret efter Berit Nøklebys ″Skutt blir den...″, som medtager flere grupper, der blev henrettet. 19 nordmænd, som blev henrettet af Quisling-regimet, er ikke medregnet i det ovenstående.
Ifølge A. Mølands Over grensen er antallet af likviderede 82.

#### Norske kvindelige dødsfald (deltal)
- 883 kvinder døde, heraf:
  - 266 medlemmer af modstandsbevægelsen eller politiske fanger.
  - 13 i tysk tjeneste.
  - 2 likvideret af modstandsbevægelsen.
  - 70 søfolk i handelsflåden.
  - 532 andre civile.

### Udenlandske dødsfald i Norge
Fra Statistisk Sentralbyrå: Krigsdødsfallene under 2. verdenskrig:
- Sovjetiske krigsfanger: 15.500 (cirkatal).
- Jugoslaviske politiske fanger: 2.839.

Det er registreret 11.500 tyske krigergrave.

### Materielle tab
Fra Norsk krigsleksikon og Statistisk Sentralbyrå: Raseringen av Finnmark:
- 22.000 boliger blev totalødelagt.
- 16 % af Norges realkapital gik tabt. Særlig hårdt ramt var skibsfarten (realkapitalen blev her reduceret med 60 %), hvalfangst (68 %), fiskeri, minedrift og industri.
- Industriproduktionen blev reduceret til 57 % af 1938-niveauet.
- Vareeksporten blev reduceret til 18 % af 1938-niveauet.

Hvad angår materielle tab, indtog Finnmark og Nord-Troms en markant særstilling. Hele Finnmark og store dele af Nord-Troms lå i ruiner, efter at tyskerne havde benyttet den brændte jords taktik under tilbagetrækningen. 10.400 boliger, 4.700 landbrugsbygninger, 230 industri- og håndværksbygninger, 420 forretninger, 306 fiskebutikker, 53 hoteller og pensionater, 106 skoler, 60 offentlige administrationsbygninger, 21 sygehuse og sygestuer, 140 forsamlingshuse og 27 kirker blev jævnet med jorden. Køer blev slagtet, fiskerbåde sænket. Alle telefonlinjer blev ødelagt, moler, broer og veje blev sprængt og landskabet mineret. Omkring 45.000 blev tvangsevakueret mod syd. Mellem 20.000 og 25.000 gik under jorden i Finnmark og havde ved krigens afslutning stort set ingen levnedsmidler.

## Efterspil
På Paris-konferencen efter krigens afslutning nægtede bl.a. Sovjetunionen, at Norge skulle have krigserstatning, fordi Norge ikke havde deltaget i krigen. Historieprofessor Hans Fredrik Dahl er gået så vidt som til at udtrykke det på denne måde: "Norge vandt bestemt ikke krigen. Vi var ikke i krig. Vi var ikke engang allieret med sejrherrerne." Den almene opfattelse er ikke desto mindre både i Norge og udlandet, at Norge var en af de Allierede.
Efter krigen begyndte et omfattende retsopgør, hvor omkring 46.000 personer blev straffet. Omkring 20.000 blev fængslet, og 25 blev henrettet. Sammenlignet med andre lande var retsopgøret i Norge mere omfattende blandt andet på grund af, at medlemskab af partiet Nasjonal Samling blev anset som landsforræderi. Straffen ved retsopgøret var ikke hårdere end i andre lande, og retslige principper blev fulgt, selv om de er kritiseret. Grundlaget for kritikken har blandt andet været tvivl, om Elverumsfullmakten var gyldig, påstanden om, at forordningerne, som retsopgøret byggede på, var tilbagevirkende (forbudt ifølge Norges grundlov), og spørgsmålet, om Norge kapitulerede eller ej den 10. juni 1940. Det er også hævdet, at landsforræderne var syndebukke, mens personer i militæret, regeringen og andre etater, som havde svigtet, slap billigere. Et omfattende værnemageri blev heller ikke retsforfulgt.
Mange børn af tyske soldater og norske mødre (krigsbørn) oplevede forfølgelse og diskriminering. Til trods for at Norge er et af de lande, som slap billigst fra krigen, var det norske opgør med folk, som havde sympatiseret eller samarbejdet med aksemagterne langt mere omfattende end i de fleste vesteuropæiske lande. Forfølgelsen af kærester og børn af tyske soldater var angiveligt mindre i lande som Danmark.
Fra befrielsesdagen til april 1946 blev mellem 3.000 og 5.000 kvinder, såkaldte tyskertøser, tilbageholdt i specielle lejre uden lovhjemmel og domfældelse. Officielt blev dette gjort for at beskytte kvinderne mod reaktioner fra befolkningen for deres kontakt med tyske soldater og officerer under krigen. En anden officiel begrundelse var behovet for at undgå spredningen af kønssygdomme.

## Kritik omkring den historiske forståelse af Norges krigsindsats
I 2008 udtalte historikeren Tore Pryser, at krigshistorien er fremstillet sort-hvidt, og at den enten handler om sværtning af dem, som gik ind i NS, eller glorificering af frihedskæmpere i Milorg og Kompani Linge. Til avisen Klassekampen hævdede han, at baggrunden for sådanne skævheder er, at et bestemt miljø tog kontrollen med historieformidlingen efter krigen: ”Historien om krigen var et led i nationsbygningen. En smal kreds af aktører har præget historieforståelsen”. Pryser hævdede også, at Jens Chr. Hauge var den centrale strateg blandt modstandsfolk med tilknytning til Arbeiderpartiet, og at Hjemmefrontmuseet udsprang af dette miljø, og at de fortsat formidler et ensidigt historiesyn. ”Vi håbede, at det ville udvikle sig til en mere kritisk institution når faghistorikere fik kontrollen. Men det er fortsat Milorgledelsens fortolkning som dominerer”. Han mente desuden, at konsekvenserne var, at mange emner ikke var blevet grundigt udforsket: ”For eksempel ved vi kun lidt om, hvordan jødeaktionen blev gennemført i Norge. Det økonomiske samarbejde med tyskerne under krigen er ligeledes meget lidt udforsket.”
Pryser fik støtte til sine udsagn fra historikeren Harald Berntsen, som i samme avisartikel hævdede, at hjemmefrontsledelsen i Oslo har glorificeret sig selv. Berntsen udtrykte sig kritisk over for det, han kaldte ”myterne, som er kommet til at cirkulere og har præget historieforståelsen i efterkrigstiden”, og hævdede, at centrale aktører, som Gunnar Jahn, Paal Berg og Einar Gerhardsen systematisk havde tilsløret sine roller i begyndelsen af besættelsen: ”De har efter krigen fortiet deres eget samarbejde med tyskerne imod konstitutionen i 1940”. Berntsen hævdede, at hjemmefrontsledelsen havde undertrykt kommunisternes aktive modstandskamp helt fra starten af – og som stod i modsætning til det, han hævdede, var hjemmefrontsledelsens passive linje. Berntsen hævdede også, at historikermiljøet, som opstod omkring Magne Skodvin, længe dominerede dette forskningsfelt: ”Mange år efter krigen bestemte Skodvin, hvem der skulle have adgang til centrale kilder, som for eksempel Gunnar Jahns dagbog.”